# VJ por um Dia
Vj por um dia foi um programa da MTV Brasil exibido entre 1998 a 2000 e apresentado por Cazé Peçanha em que pessoas mandavam cartas ao programa ou se inscreviam no site da emissora a fim de ganhar o premio de ser VJ da emissora por um dia, o programa teve grande popularidade entre os jovens da época. Max Fivelinha era um dos jurados do programa.